# Masdevallia exilipes
Masdevallia exilipes är en orkidéart som beskrevs av Rudolf Schlechter. Masdevallia exilipes ingår i släktet Masdevallia och familjen orkidéer.
Artens utbredningsområde är Colombia. Inga underarter finns listade i Catalogue of Life.